# Скуби-Ду: Мистерията започва
„Скуби-Ду: Мистерията започва“ (на английски: Scooby-Doo! The Mystery Begins) е американска телевизионна комедия от 2009 година на режисьора Браян Левант.
Продуциран е от Warner Premiere и е разпространен от Warner Home Video. Филмът е излъчен на 13 септември 2009 г. по Cartoon Network, и по-късно е пуснат на 22 септември 2009 г. на DVD и Blu-ray. Това е третата част и е първата прелюдия на игралната филмова поредица „Скуби-Ду“, и разкрива как бандата на „Мистерия ООД“ се запознават и събитията от тяхната случка.
Игралния актьорския състав включва Роби Еймъл в ролята на Фред, Кейт Мелтън като Дафни, Хейли Киоко като Велма и Ник Палатас като Шаги. Скуби-Ду беше създаден, използващ компютърно генерирано изображение и неговия глас се осигурява от Франк Уелкър, кой също е част от анимационните сериали, „Скуби-Ду, къде си?“ (Scooby-Doo, Where Are You!) и „Шоуто на Скуби-Ду“ (The Scooby-Doo Show), осигуряващ гласа на Фред, и който също беше гласът на едноименното куче след „Какво ново, Скуби-Ду?“ (What's New, Scooby-Doo?).
Музиката е композирана от номинирания за „Оскар“ композитор Дейвид Нюман, който преди композираше игралните филми „Скуби-Ду“ (Scooby-Doo) през 2002 година и „Скуби-Ду 2: Чудовища на свобода“ (Scooby-Doo 2: Monsters Unleashed) през 2004 година. Филмът е посветен на Лорена Гейл, който почина по време на продукцията.
Продължението, „Скуби-Ду: Проклятието на езерното чудовище“ (Scooby-Doo! Curse of the Lake Monster), беше пуснат на 16 октомври 2010 г.

## Актьорски състав
- Франк Уелкър – Скуби-Ду
- Кейт Мелтън – Дафни Блейк
- Хейли Киоко – Велма Динкли
- Роби Амел – Фред Джоунс
- Ник Палатас – Шаги Джоунс
- Шон Макдоналд – Директор Дийдъл
- Гари Чалк – Вице-директор Граймс
- Лий Джеймс – Пруденс Пръфок
- Браян Сътън – Езекиел Галоус
- Ърнест Харт – Отис
- Лорена Гейл – Библиотекарката
- Даниел Риордан – гласът на Мрачния спектър

## Продукция
Филмът е заснет в Ванкувър, Британска Колумбия, Канада, включително Tempelton Secondary School на 4 август 2008 г.
Трейлърът на филма беше първоначално показан в DVD изданията на „Скуби-Ду и Самурайският меч“ (Scooby-Doo and the Samurai Sword), „Отново на 17“ (17 Again) и Shorts.

## Продължение
По време на успеха на „Скуби-Ду: Мистерията започва“, продължението е планирано през октомври 2009 г. Озаглавен „Скуби-Ду: Проклятието на езерното чудовище“ (Scooby-Doo! The Curse of the Lake Monster) започна на 15 март 2010 г. в различни места отвъд Южна Калифорния.

## В България
В България филмът първоначално е излъчен през 2010 г. по HBO.
През 2014 г. започва и по bTV Comedy.

### Български дублажи

#### Войсоувър дублажи
| Преводач           | Даяна Иванова                                                             |
| Тонрежисьор        | Николай Стоянов                                                           |
| Озвучаващи артисти | Адриана Андреева Ива Апостолова Стефан Стефанов Стоян Цветков Иван Петков |

| Озвучаващи артисти  | Златина Тасева Татяна Етимова Кирил Бояджиев Радослав Рачев Георги Стоянов |
| Преводач            | Пламен Узунов                                                              |
| Тонрежисьор         | Стамен Янев                                                                |
| Режисьор на дублажа | Мария Ангелова                                                             |

#### Нахсинхронен дублаж
| Роля            | Изпълнител        |
| --------------- | ----------------- |
| Скуби-Ду        | Георги Спасов     |
| Шаги            | Георги Стоянов    |
| Фред            | Кирил Бояджиев    |
| Велма           | Татяна Етимова    |
| Дафни           | Златина Тасева    |
| Директор Дийдъл | Константин Лунгов |
| Чистач          | Анатолий Божинов  |
| Библиотекарка   | Надя Полякова     |
| Мрачния спектър | Георги Иванов     |

| Обработка           | Александра Аудио |
| ------------------- | ---------------- |
| Режисьор на дублажа | Анатолий Божинов |
| Преводач            | Силвия Вълкова   |